# الذكرى الخامسة والعشرون لتأسيس حركة حماس
صادف يوم 8 ديسمبر 2012 الذكرى الخامسة والعشرين لتأسيس حركة حماس. وقد نُظّمت مسيرة شارك فيها مئات الآلاف من الفلسطينيين في قطاع غزة، كما أقيمت احتفالات مختلفة في جميع أنحاء السلطة الوطنية الفلسطينية. رفع آلاف من أنصار حركة حماس المبتهجين الأعلام الخضراء في الضفة الغربية علناً، احتفالاً بالذكرى الخامسة والعشرين لتأسيس المنظمة الإسلامية.
وكان ضيف الشرف في الحفل هو رئيس المكتب السياسي لحركة حماس خالد مشعل، الذي وصل إلى قطاع غزة لأول مرة في حياته، بعد أن دخل القطاع عبر مصر. وفي الخطاب الذي ألقاه مشعل في تجمع جماهيري حضره مئات الآلاف من المؤيدين، صرّح صراحة بأن الشعب الفلسطيني لن يتنازل أبداً عن وجود إسرائيل وأن المنظمة سوف تتحرك بحزم للسيطرة التدريجية على فلسطين (توضيح)، والتي تشمل إسرائيل والأراضي الفلسطينية، من أجل إقامة دولة إسلامية واحدة في تلك المنطقة.

## الخلفية
تأسست حركة حماس في أواخر عام 1987، أثناء الانتفاضة الأولى، باعتبارها امتدادًا للفرع الفلسطيني من جماعة الإخوان المسلمون. صرح المؤسس المشارك أحمد ياسين في عام 1987 بأن حماس تأسست لتحرير فلسطين من الاحتلال الإسرائيلي وإقامة دولة إسلامية، وأكد على ذلم ميثاق حماس في عام 1988.
منذ يونيو/حزيران 2007 تحكم حماس قطاع غزة، بعد فوزها بأغلبية المقاعد في المجلس التشريعي الفلسطيني في الانتخابات الفلسطينية عام 2006 ثم هزيمة فتح في سلسلة من الاشتباكات العنيفة.
على الرغم من أن الدول العربية وإيران وروسيا وتركيا تنظر إلى حماس باعتبارها كيانًا شرعيًا، فإن إسرائيل والولايات المتحدة وكندا والاتحاد الأوروبي واليابان ودول غربية أخرى تصنف حماس كمنظمة إرهابية.

## تجمع غزة
توافد الرجال والنساء والأطفال الفلسطينيون إلى ساحة الكتابة رغم هطول الأمطار في الصباح، وتجمعوا أمام منصة ضخمة مرتدين عصابات رأس وملوحين بأعلام خضراء دعماً لحماس.
حضر ما لا يقل عن 200 ألف شخص المظاهرة في الهواء الطلق يوم السبت، على الرغم من أن حماس قالت إن عدد الحضور كان 500 ألف شخص، بما في ذلك 2500 عضو من الوفود الإسلامية من إندونيسيا موريتانيا ومصر والجزائر تونس وتركيا ليبيا الأردن — وهو أكبر إقبال على حدث منذ تأسيسها، وفقًا لبلومبرج.
وعلى المسرح الرئيسي في مدينة غزة، استقبل حشد كبير من الناس خالد مشعل ورئيس وزراء غزة إسماعيل هنية، اللذين خرجا من باب مدمج في نموذج كبير لصاروخ أطلق على المدن الإسرائيلية خلال القتال الأخير.

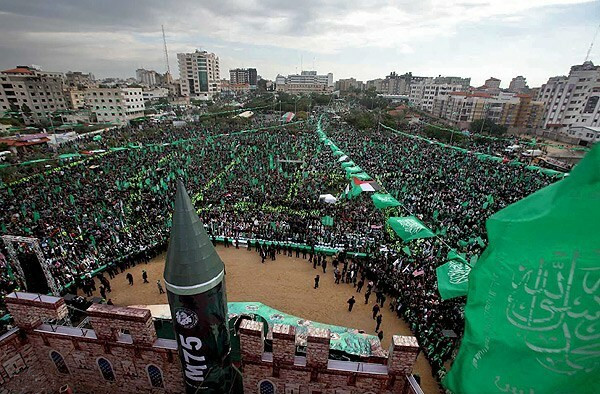
تجمع غزة
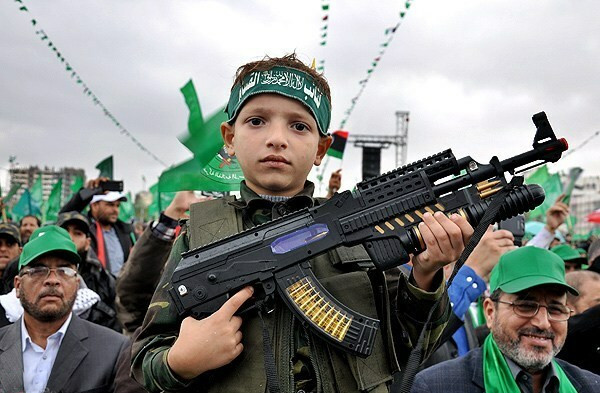
صبي صغير
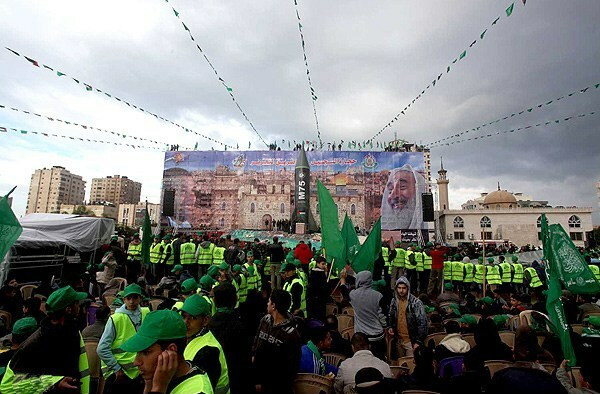
نموذج صاروخ كبير

### خطاب إسماعيل هنية
ألقى إسماعيل هنية كلمة في التجمع، أكد فيها أن حماس تعمل على إرساء استراتيجية عربية وإسلامية لتحرير «جميع أراضينا الفلسطينية المحتلة». وأضاف أن «انتصار» الحركة في الصراع الذي استمر ثمانية أيام مع إسرائيل (في نوفمبر/تشرين الثاني 2012) كان بمثابة بداية انهيار إسرائيل. لقد صورت حماس نفسها على أنها الفائز في معركة «عمود السحاب»، لأن إسرائيل وافقت على وقف إطلاق النار بوساطة مصرية بدلاً من شن غزو بري.

### خطاب خالد مشعل

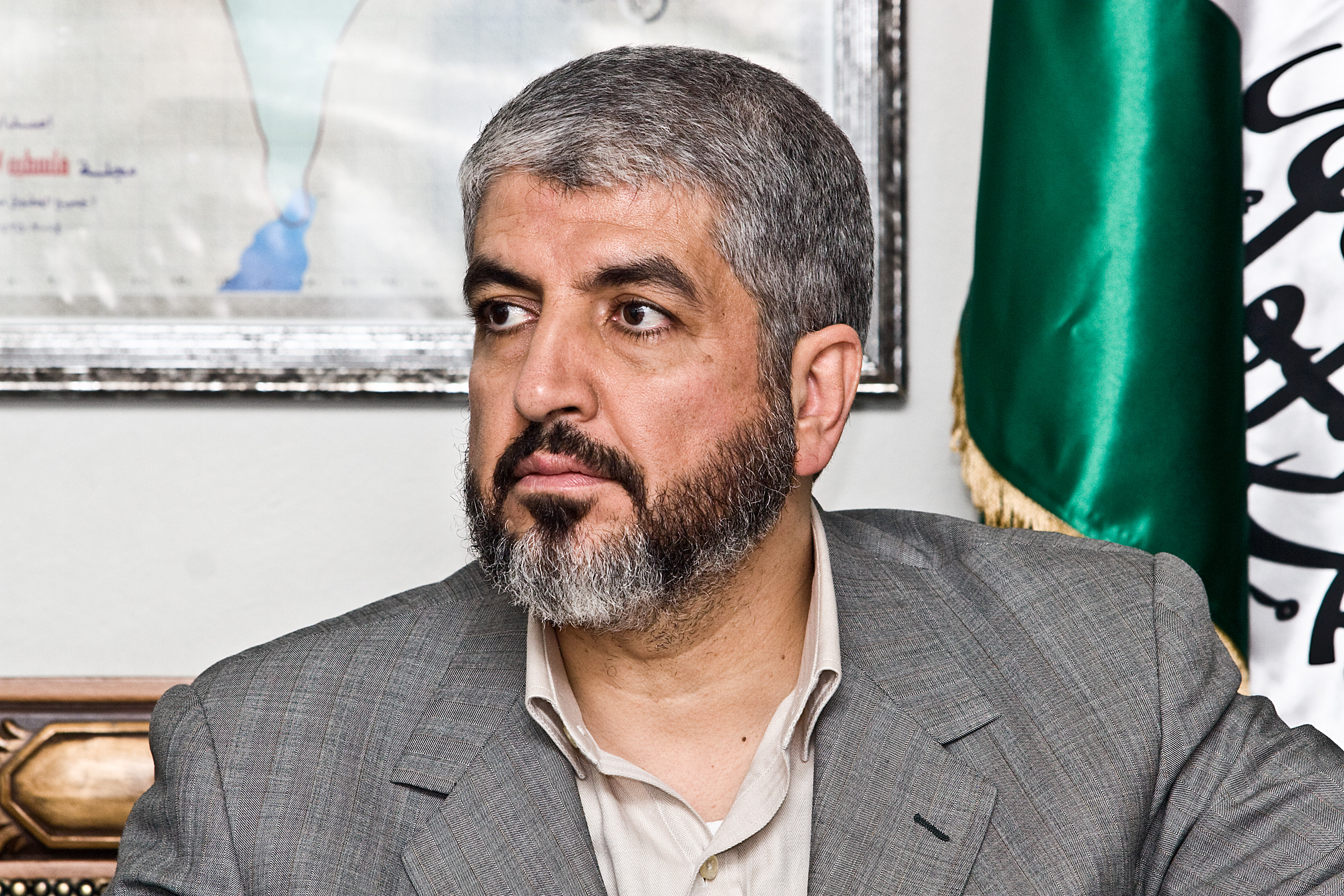
وصل رئيس المكتب السياسي لحركة حماس خالد مشعل إلى قطاع غزة لأول مرة في تاريخه، بمناسبة الذكرى الخامسة والعشرين لانطلاقة حركة حماس.

وبعد خمس ساعات من بدء الحدث، ألقى خالد مشعل خطابا حماسيا أمام أنصاره، قال فيه، من بين أمور أخرى: «فلسطين (توضيح) لنا من النهر إلى البحر ومن الجنوب إلى الشمال». لن يكون هناك أي تنازل عن شبر واحد من الأرض. لن نعترف أبداً بشرعية الاحتلال الإسرائيلي وبالتالي لا شرعية لإسرائيل مهما طال الزمن. خلف مشعل كان هناك شعار صاروخ من طراز M75 وصورة كبيرة لمؤسس حماس أحمد ياسين.

## ردود الفعل

### السلطة الفلسطينية
أعلن رئيس السلطة الفلسطينية محمود عباس الأحد 9 ديسمبر/كانون الأول 2012 أنه يخطط للتوجه إلى القاهرة قريبا لاستئناف محادثات المصالحة مع حماس، لكنه لم يدين تصريحات حماس. وقال عباس في كلمة أمام جامعة الدول العربية في العاصمة القطرية الدوحة: «المصالحة عزيزة علينا وعلى وحدة شعبنا». واتفق مشعل مع هذا الرأي، حيث قال أمام جمهور من الحضور في الجامعة الإسلامية في غزة إن «المسؤولية عن فلسطين أكبر من فصيل واحد فقط... فحماس لا تستطيع الاستغناء عن فتح، وفتح لا تستطيع الاستغناء عن حماس».

### إسرائيل
صرح رئيس الوزراء الإسرائيلي بنيامين نتنياهو يوم الأحد 9 ديسمبر 2012 أن «خالد مشعل كشف عن الوجه الحقيقي لحماس، في حين يختبئ رئيس السلطة الفلسطينية محمود عباس خلفه من خلال عدم إدانة التصريحات التي تهدف إلى تدمير إسرائيل».
قال رئيس الوزراء نتنياهو في اجتماع مجلس الوزراء صباح الأحد: ”بالأمس تعرضنا مرة أخرى للوجه الحقيقي لأعدائنا. ليس لديهم أي نية للتوصل إلى تسوية معنا؛ إنهم يريدون تدمير الدولة. سيفشلون بالطبع؛ ففي سجلات تاريخ شعبنا، نحن –الشعب اليهودي– تغلبنا على مثل هؤلاء الأعداء“.
وأشار نتنياهو إلى أن عباس، الذي روج لصورة ”شريك السلام“ بينما أعلن مؤخرًا عن الوحدة مع حماس، ”لم يصدر أي إدانة، لا للتصريحات حول تدمير إسرائيل، كما لم يدن في السابق الصواريخ التي أُطلقت على إسرائيل“.
وأضاف رئيس الوزراء: ”للأسف، إنه يسعى إلى الوحدة مع نفس حماس التي تدعمها إيران“.
نحن في الحكومة لا نملك أي أوهام. نريد سلامًا حقيقيًا مع جيراننا. لكننا لن نغمض أعيننا وندفن رؤوسنا في الرمال. لسنا مستعدين لتكرار نفس خطأ الانسحاب الأحادي الجانب والانسحابات التي أدت فعليًا إلى سيطرة حماس على غزة.
”لطالما دهشتني أوهام الآخرين الذين مستعدون لمواصلة هذه العملية ويسمونها سلامًا. ستسلمون المزيد من الأراضي، في هذه الحالة في يهودا والسامرة التي تسيطر على مدن إسرائيل، إلى نفس الأشخاص، والنتيجة بالطبع ستكون غزة على مشارف تل أبيب وحضيرة وكفار سابا“.
وتعهد نتنياهو بالصمود في مواجهة الضغوط الدولية التي اعترضت على مشاريع الاستيطان الجديدة لليهود في القدس والضفة الغربية.
شارك الرئيس شمعون بيريز نتنياهو آراءه بشأن حماس، لكنه ظل متمسكًا باعتبار عباس ”شريكًا في السلام“.

### الاتحاد الأوروبي
أدان الاتحاد الأوروبي يوم الاثنين الموافق 10 ديسمبر/كانون الأول 2012 التصريحات التي أدلى بها زعماء حماس في غزة «والتي تنكر حق إسرائيل في الوجود»، ووصفها بأنها «غير مقبولة» كما أدان إسرائيل بسبب خططها لربط القدس بمستوطنة معاليه أدوميم.
قبل أيام، أصدرت الأمم المتحدة قرارًا يعترف بفلسطين كدولة مراقبة غير عضو.